# Priscagrion kiautai
Priscagrion kiautai – gatunek ważki z rodziny Priscagrionidae. Jest znany tylko z miejsca typowego w rezerwacie Chishui Alsophila w prowincji Kuejczou w południowych Chinach.